# Cystobranchus meyeri
Cystobranchus meyeri (Цистобранхус Мейєра) — вид п'явок роду Cystobranchus з підродини Piscicolinae родини Риб'ячі п'явки.

## Опис
Загальна довжина досягає 7 мм. Має 2 пари очей. Задня присоска доволі велика, передня оваольного розміру — не перевищує ширину тіла. Тіло циліндричне, помітно поділене на передню та задню частину. Складається з 3 сомітів, у кожному з яких по 7 кілець. На тілі 11 великих пухирців. Репродуктивний апарат складається з 12 яєчників (6 пар великих і округлих гонопор). Атріум (статевий апарат самця) великий, до ширини тіла.
Забарвлення жовтувато-коричнювате. Присоски мають білий колір з 8 темними округлими цятками. На тілі розташовано 2 рядки цяток, загальною кількістю 12.

## Спосіб життя
Є ектопаразитом, що живиться кров'я риб. Зазвичай присмоктується до грудного плавця. На одній рибі може бути до 20 п'явок.

## Розповсюдження
Поширена в Канаді та США, східному Сибіру Російської Федерації.